# Kostel Nanebevzetí Panny Marie (Klokoty)
Poutní kostel Nanebevzetí Panny Marie v Klokotech u Tábora je významné poutní místo a součást poutního areálu s klokotským klášterem v jižních Čechách. Mariánská poutní tradice se datuje již od středověku, současný barokní areál s kostelem a ambity vznikl v letech 1701–1730. Celý komplex je od roku 1958 zapsán na seznamu kulturních památek a v roce 2018 byl prohlášen národní kulturní památkou.

## Historie klokotských poutí

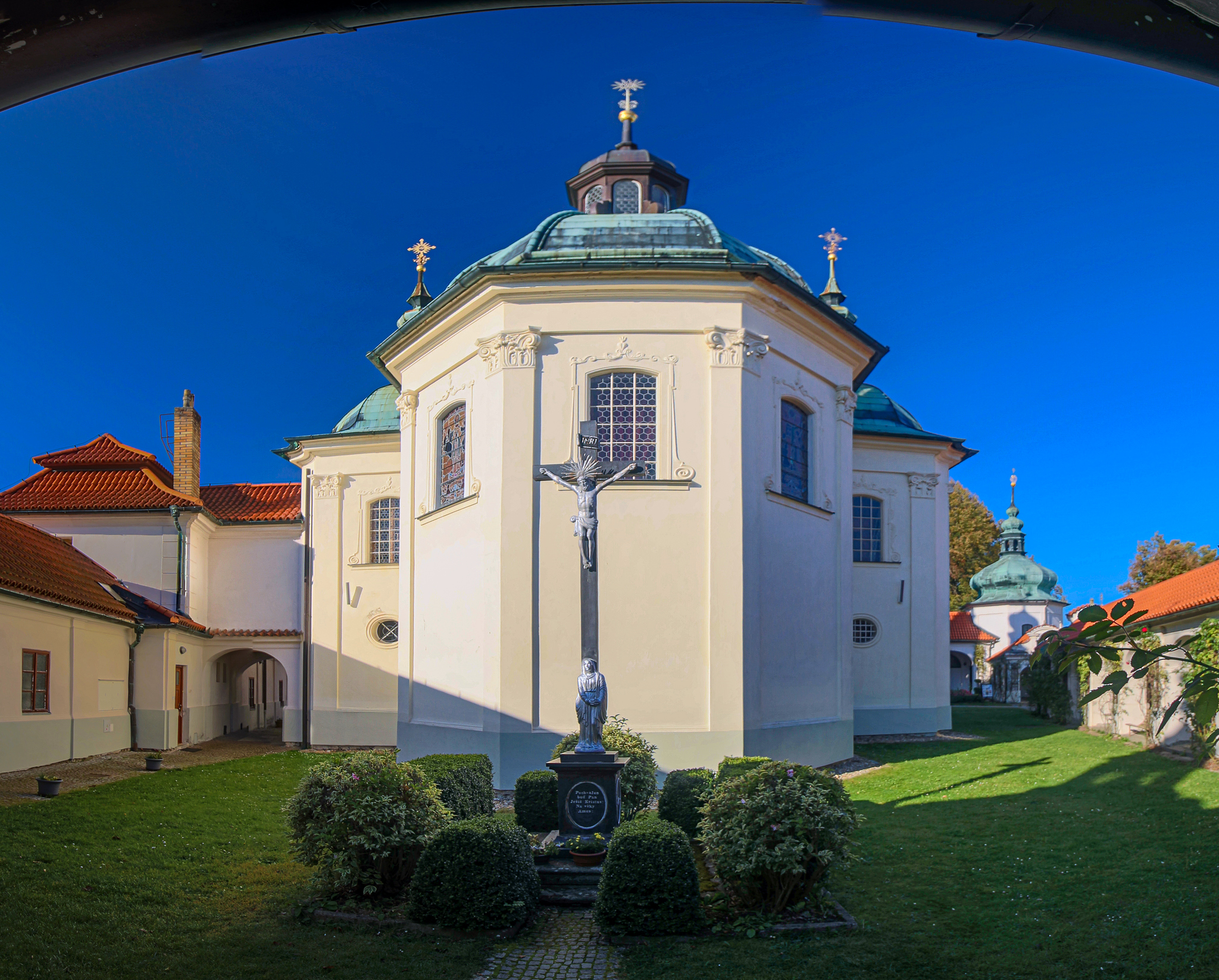
Závěr kostela

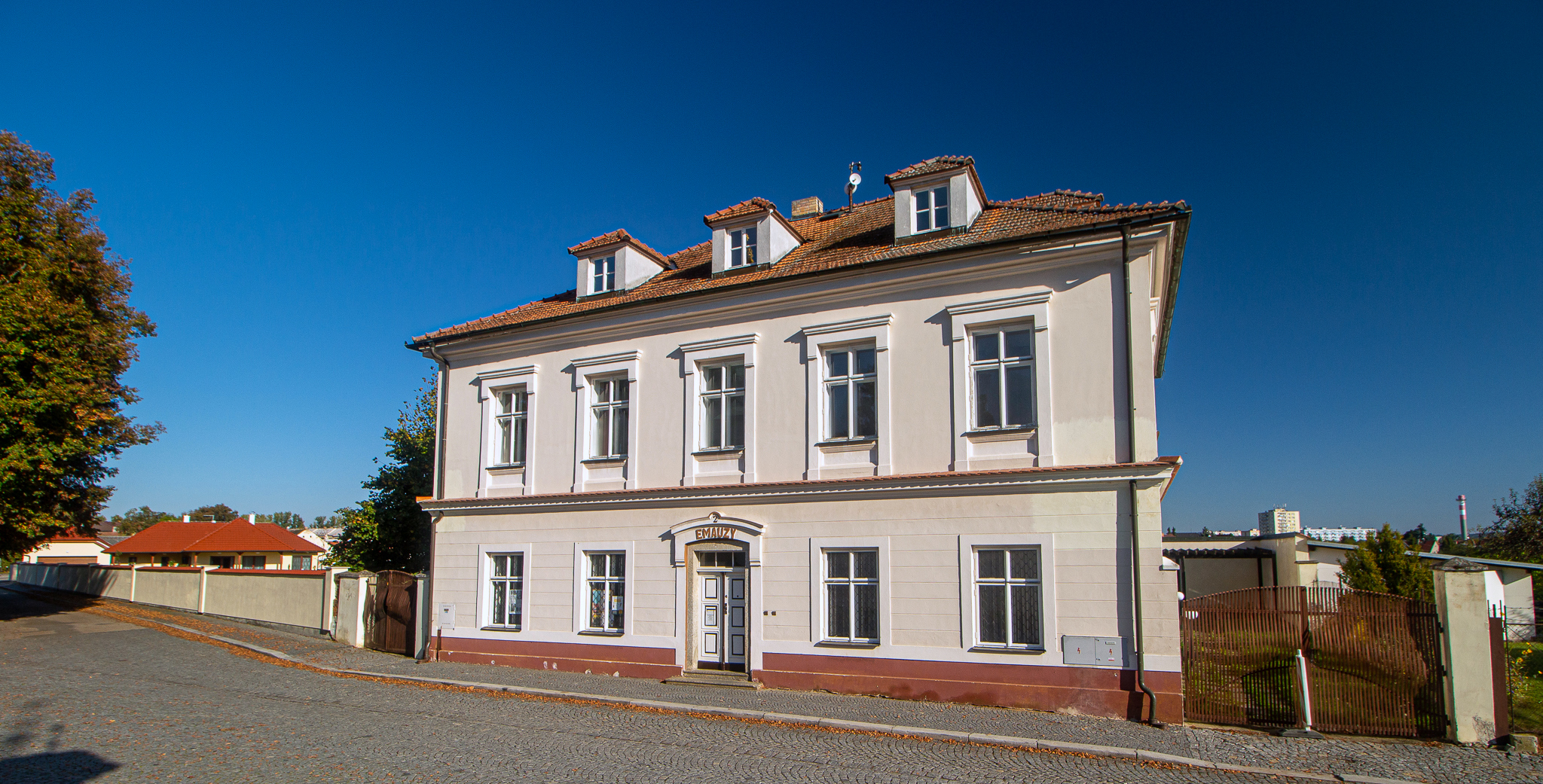
Farní poutní dům Emauzy

Ves Klokoty se připomíná poprvé ve 13. století jako majetek Vítka z Klokot, který patřil k mocnému rodu Vítkovců. Tehdy byla v Klokotech tvrz, farní kostel se uvádí v roce 1361, jeho zasvěcení Panně Marii je datováno v roce 1389, kdy vesnice patřila k příběnickému panství pánů z Rožmberka. K historii poutí k Panně Marii Klokotské se váže středověká legenda zaznamenaná v rukopisu z 19. století. Dětem pasoucím dobytek na stráních nad řekou Lužnicí se zjevila Panna Marie a na místě zázraku u studánky Dobrá Voda byla postavena kaple. Rostoucí počet poutníků si vyžádal výstavbu kostela doloženého v roce 1392.
Za husitských válek byl kostel zničen a na faře bylo na příkaz Jana Žižky upáleno několik desítek členů sekty adamitů. Klokoty později přešly do majetku města Tábora a nová kaple se připomíná až v roce 1520. V roce 1547 byla kaple rozšířena do podoby kostela, k němuž byly v roce 1661 přistavěny dvě kaple. Město Tábor prodalo Klokoty v roce 1679 za 4 000 grošů českých řádu benediktinů. Představený benediktinů Didaco di Convero zahájil v roce 1701 výstavbu nového poutního chrámu. Didaco di Convero byl později povolán do Vídně a správu Klokot předal benediktinům z rakouského kláštera v Melku. Ti pro velkou vzdálenost prodali Klokoty zpět městu Tábor. Dostavba areálu se protáhla do roku 1730, na realizaci se podíleli převážně čeští zedničtí mistři, doložen je mistr Jiří Beránek a štukatér Jan Kykinwais. Dokončení jednotlivých částí a jejich výzdoby bylo umožněno díky finančním příspěvkům z řad jihočeské šlechty i bohatých táborských měšťanů. Mezi nejvýznamnější donátory patří Schwarzenbergové a Lobkovicové, dále například Bechyňové z Lažan, Hodějovští z Hodějova nebo Deymové ze Stříteže.
V období baroka vrcholila obliba poutí a po dokončení areálu v Klokotech sem každoročně mířily tisíce poutníků na svátek Nanebevzetí Panny Marie (15. srpna). Doloženo je několik poutí vypravených z Prahy, v době sucha později i z Moravy. Počátkem 18. století, kdy Klokoty spadaly pod klášter Melk, sem mířili i poutníci z Rakouska. Nejvýznamnější poutě se konaly v letech 1836 a 1936 při připomenutí výročí přenesení obrazu Panny Marie z táborského děkanství do kostela. Po skončení druhé světové války přišlo v srpnu 1945 do Klokot přes 20 000 poutníků. V době komunismu byla tradice poutí potlačována, přesto v Klokotech došlo v roce 1980 k zavěšení osmi zvonů (dnes je jich celkem 11).
Po roce 1989 došlo k obnovení poutních tradic, pořádají se tu kulturní akce, setkání křesťanské mládeže, v kostele se konají svatby, koncerty atd. Po několika staletích byla v Klokotech v roce 1995 obnovena farnost a od roku 1998 probíhá postupná rekonstrukce celého areálu. Po opravě fasád byly v letech 2004–2005 přestavěny varhany, v letech 2010–2012 proběhly opravy věží, v roce 2017 byly dokončeny restaurátorské práce v hlavní lodi chrámu.

## Popis poutního areálu
Poutní chrám Nanebevzetí Panny Marie je postaven na půdorysu dvojramenného kříže, nádvoří je obklopeno ambity s nárožními kaplemi. Cílem poutí je obraz Panny Marie Klokotské na hlavním oltáři, namalovaný pražským malířem Johannem Andreasem Burgerem v roce 1636. Od roku 1743 je obraz umístěn na stříbrném oltáři pražského zlatníka Františka Seitze, který pracoval také pro poutní místo ve Svaté Hoře u Příbrami nebo pro katedrálu sv. Víta. Interiér kostela byl často opravován, kazatelna má svou nynější podobu z roku 1867, malířská výzdoba stropu je dílem akademického malíře Václava Bartůňka z roku 1892, hlavní oltář byl opraven v roce 1935.
Z postranních kaplí v chrámu je nejvýznamnější kaple sv. Václava dokončená v roce 1712 nákladem rodu Schwarzenbergů (proto je někdy zvána též jako kaple schwarzenberská). Proti ní se nachází kaple sv. Josefa z roku 1714 pořízená z financí knížat Lobkowiczů. Další vnitřní výzdobu chrámu financovali bohatí táborští měšťané, na jejich náklady byly v letech 1723–1730 postaveny i ambity s nárožními kaplemi. Do jižní části ambitů byla v roce 1743 vestavěna tzv. rezidence, která dnes funguje jako fara. Ze západních ambitů vede brána na klokotský hřbitov.
Panorama klokotského poutního areálu tvoří deset věží na kostele a kaplích v ambitech. Počet věží má znázorňovat deset prstů sepjatých na rukou modlící se Panny Marie. Do Klokot vede z Tábora od údolí řeky Lužnice křížová cesta s lipovou alejí vysazenou v roce 1836. Druhá přístupová cesta vede od Bechyňské brány (ulice U Klokotského kláštera) a zde je kaple sv. Antonína Paduánského. Od hřbitova vede západně turisticky značená trasa k barokní kapli Panny Marie Klokotské, která stojí na původním místě zázračného zjevení Panny Marie.

## Galerie

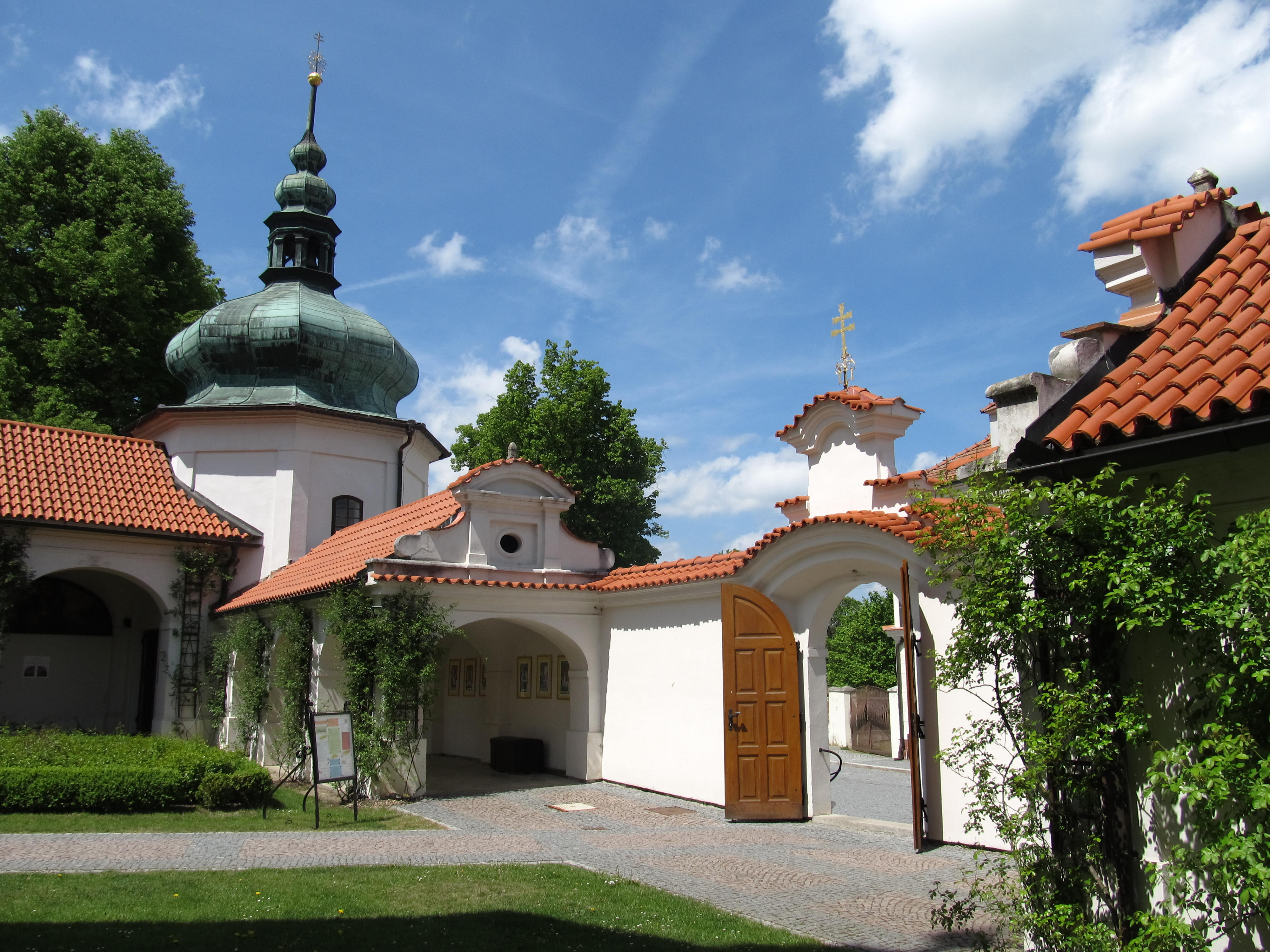
Severní ambity s kaplí sv. Vavřince
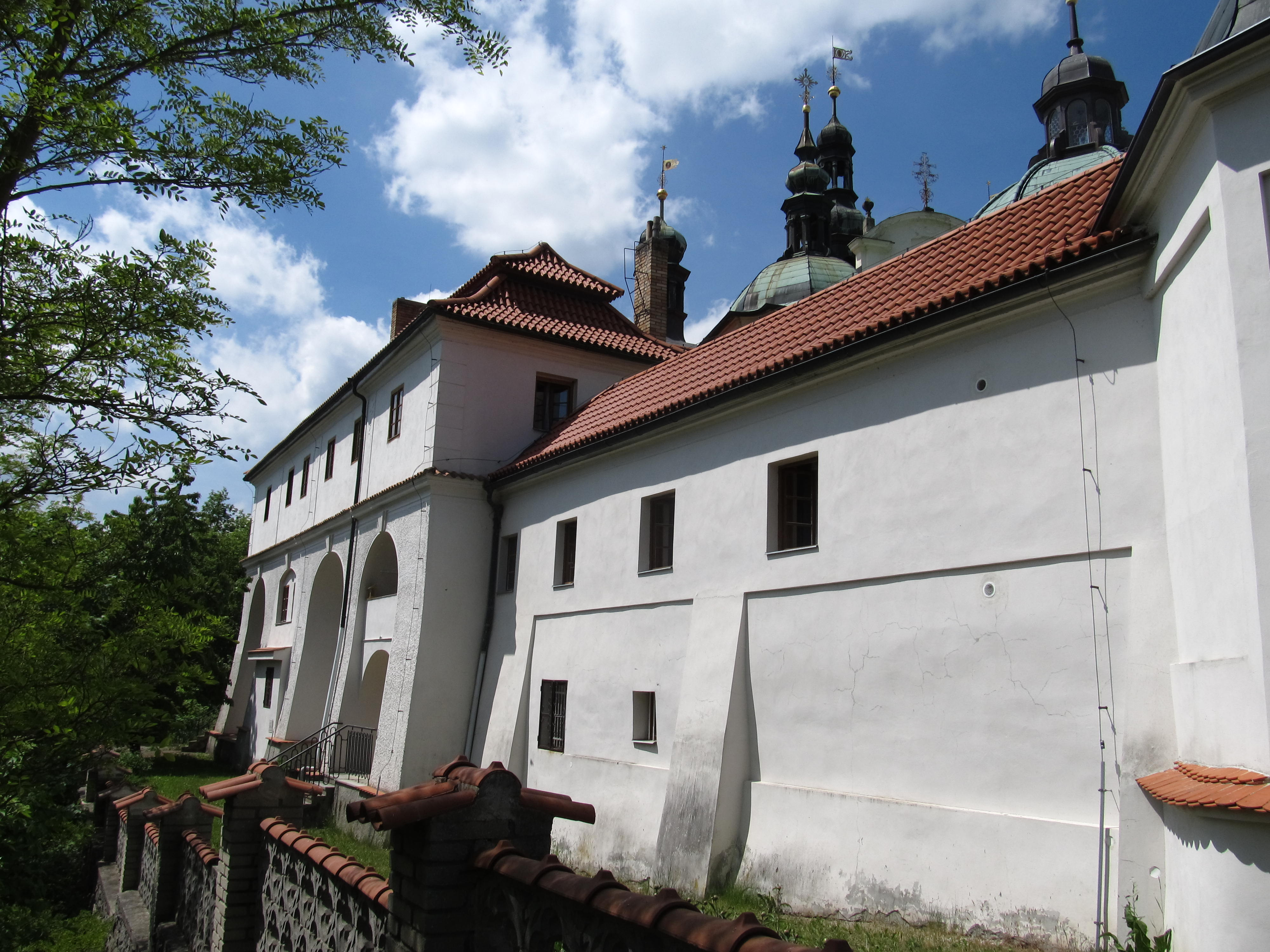
Barokní kněžská rezidence v jižních ambitech
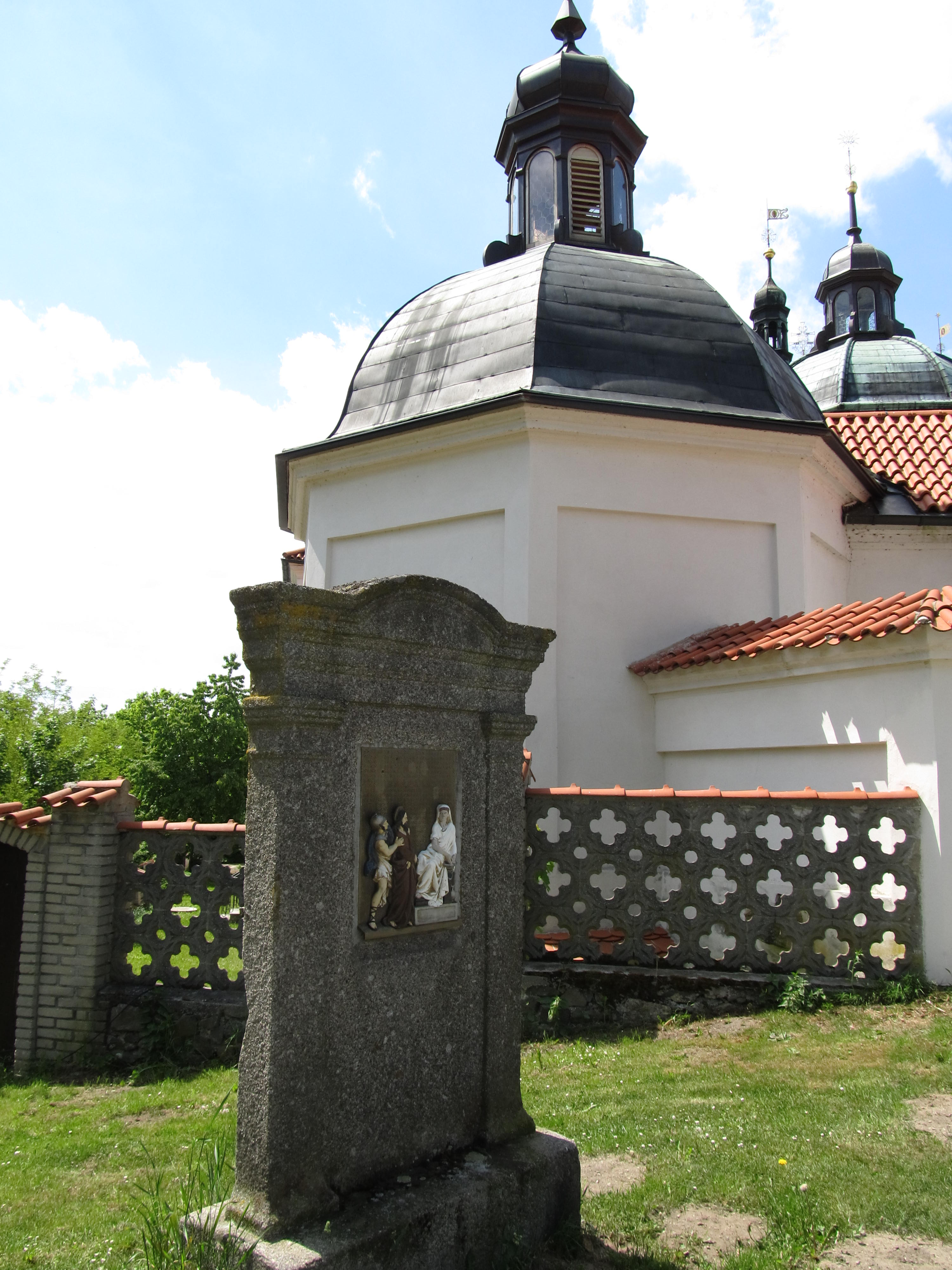
Závěr křížové cesty z Tábora s Růžencovou kaplí
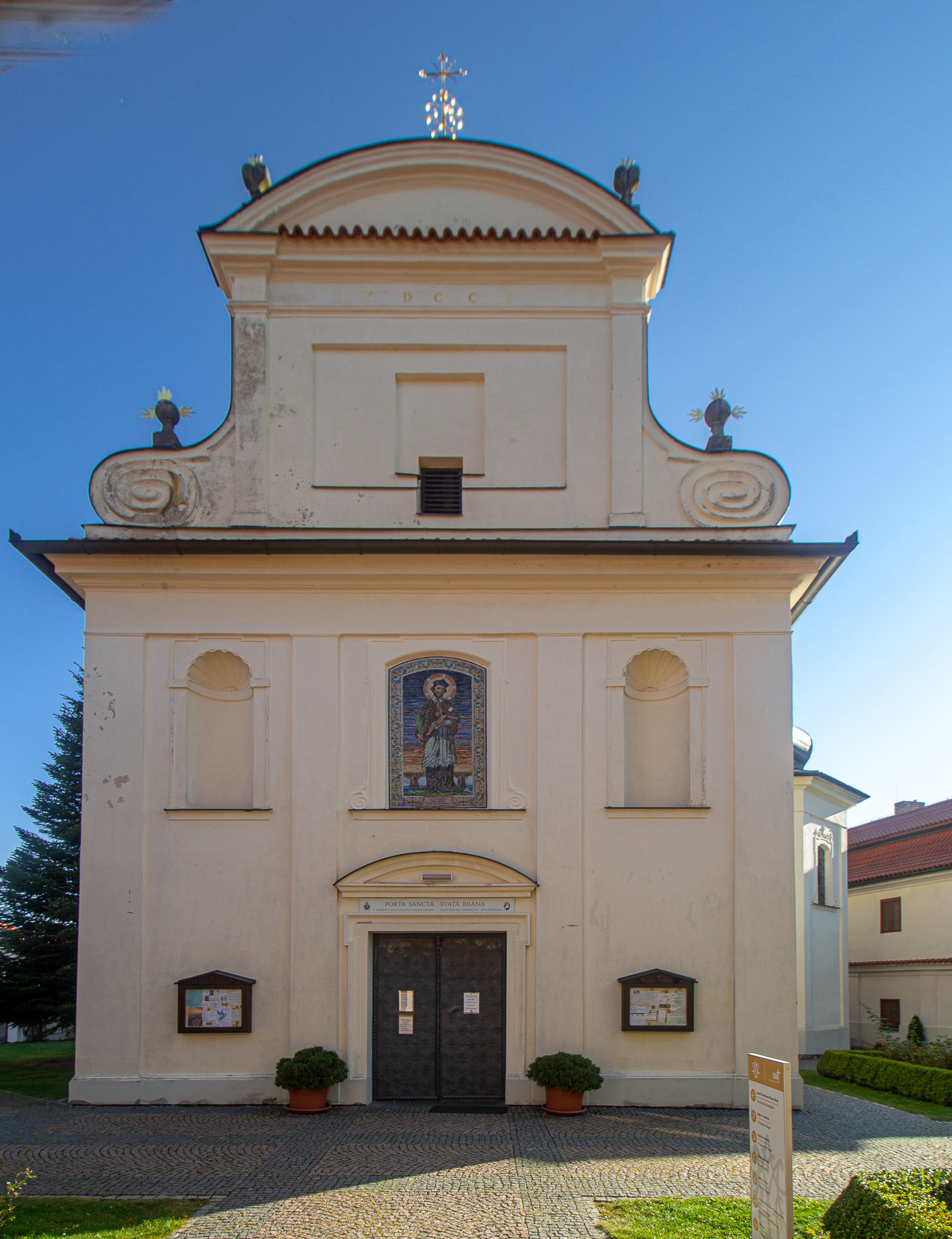
Portál kostela Nanebevzetí Panny Marie
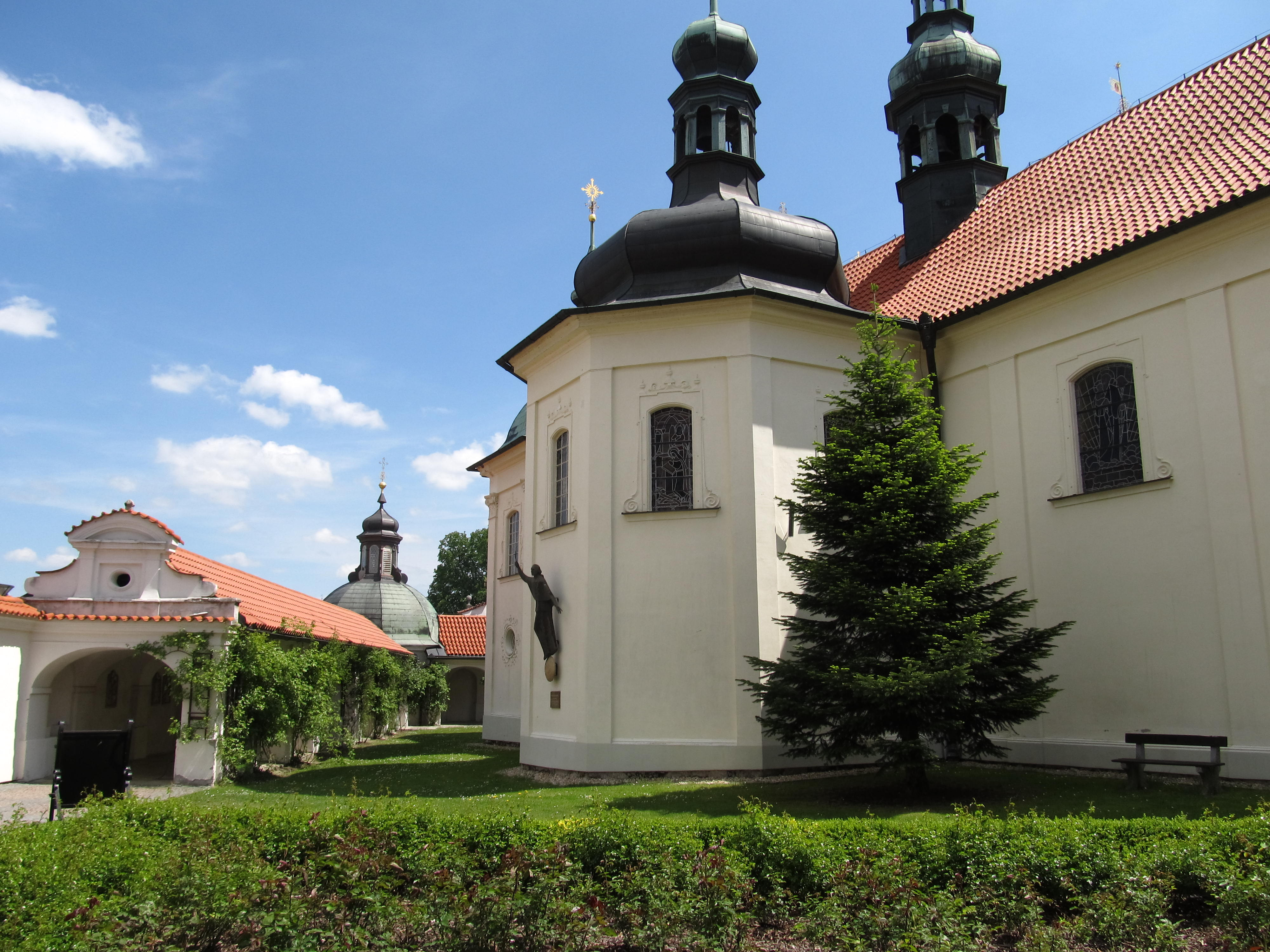
Východní ambity a kaple sv. Václava
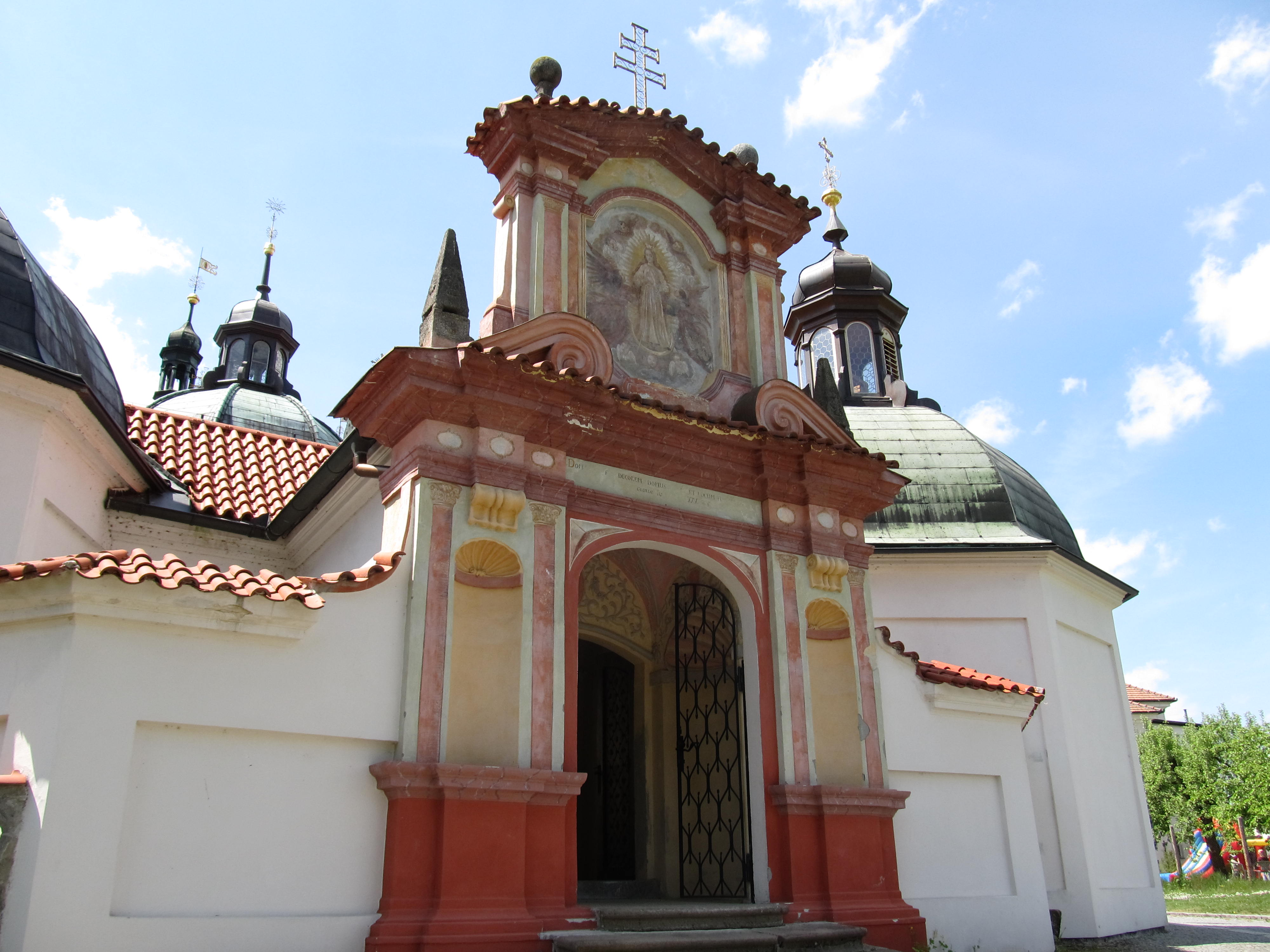
Hlavní vstupní brána cestou od Tábora
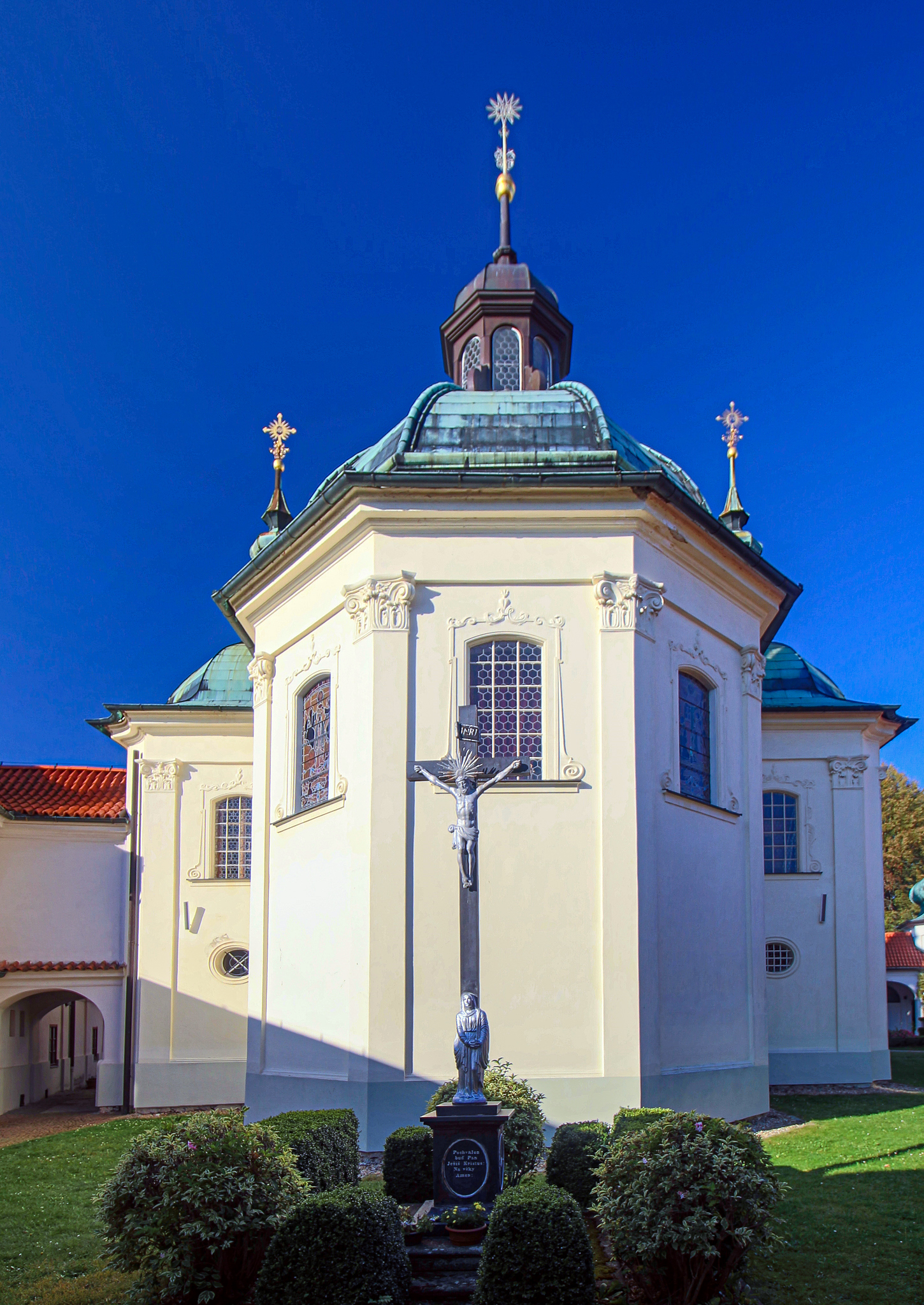
Severní oratoř